# العلاقات البوروندية الرومانية
العلاقات البوروندية الرومانية هي العلاقات الثنائية التي تجمع بين بوروندي ورومانيا.

## مقارنة بين البلدين
هذه مقارنة عامة ومرجعية للدولتين:
| وجه المقارنة                                              | بوروندي                                    | رومانيا                                                                               |
| --------------------------------------------------------- | ------------------------------------------ | ------------------------------------------------------------------------------------- |
| المساحة (كم2)                                             | 27.83 ألف                                  | 238.40 ألف                                                                            |
| عدد السكان (نسمة)                                         | 10.86 مليون                                | 19.59 مليون                                                                           |
| الكثافة السكانية (ن./كم²)                                 | 390.23                                     | 82.17                                                                                 |
| العاصمة                                                   | بوجومبورا، جيتيغا                          | بوخارست                                                                               |
| اللغة الرسمية                                             | اللغة الكيروندية، لغة فرنسية، لغة إنجليزية | اللغة الرومانية                                                                       |
| العملة                                                    | فرنك بوروندي                               | ليو روماني                                                                            |
| الناتج المحلي الإجمالي (بليون دولار)                      | 3.48 مليار                                 | 211.80 مليار                                                                          |
| الناتج المحلي الإجمالي (تعادل القوة الشرائية) بليون دولار | 8.13 مليار                                 | 465.56 مليار                                                                          |
| الناتج المحلي الإجمالي الاسمي للفرد دولار أمريكي          | 277                                        | 9.47 ألف                                                                              |
| الناتج المحلي الإجمالي للفرد دولار أمريكي                 | 77                                         | 23.63 ألف                                                                             |
| مؤشر التنمية البشرية                                      | 0.400                                      | 0.793                                                                                 |
| رمز المكالمات الدولي                                      | +257                                       | +40                                                                                   |
| رمز الإنترنت                                              | .bi                                        | .ro                                                                                   |
| المنطقة الزمنية                                           | ت ع م+02:00                                | ت ع م+02:00، ت ع م+03:00، أوروبا/بوخارست ‏، توقيت شرق أوروبا، توقيت شرق أوروبا الصيفي ‏ |

## منظمات دولية مشتركة
يشترك البلدان في عضوية مجموعة من المنظمات الدولية، منها:
| علم المنظمة | اسم المنظمة                               | تاريخ انضمام بوروندي | تاريخ انضمام رومانيا |
| ----------- | ----------------------------------------- | -------------------- | -------------------- |
|             | مؤسسة التنمية الدولية                     | 28 سبتمبر 1963       | 12 أبريل 2014        |
|             | يونسكو                                    | 16 نوفمبر 1962       | 27 يوليو 1956        |
|             | مؤسسة التمويل الدولية                     | 28 نوفمبر 1979       | 23 سبتمبر 1990       |
|             | منظمة حظر الأسلحة الكيميائية              | ?                    | ?                    |
|             | الأمم المتحدة                             | 18 سبتمبر 1962       | 14 ديسمبر 1955       |
|             | الاتحاد الدولي للاتصالات                  | 16 فبراير 1963       | 9 فبراير 1866        |
|             | منظمة الشرطة الجنائية الدولية             | ?                    | ?                    |
|             | البنك الدولي للإنشاء والتعمير             | 28 سبتمبر 1963       | 15 ديسمبر 1972       |
|             | الاتحاد البريدي العالمي                   | ?                    | ?                    |
|             | المركز الدولي لتسوية المنازعات الاستشارية | 5 ديسمبر 1969        | 12 أكتوبر 1975       |
|             | وكالة ضمان الاستثمار متعدد الأطراف        | 10 مارس 1998         | 10 سبتمبر 1992       |
|             | منظمة التجارة العالمية                    | 23 يوليو 1995        | 1995                 |

## وصلات خارجية
- موقع وزارة الخارجية الرومانية